# Banyan (vêtement)
Cet article possède un paronyme, voir Banian.

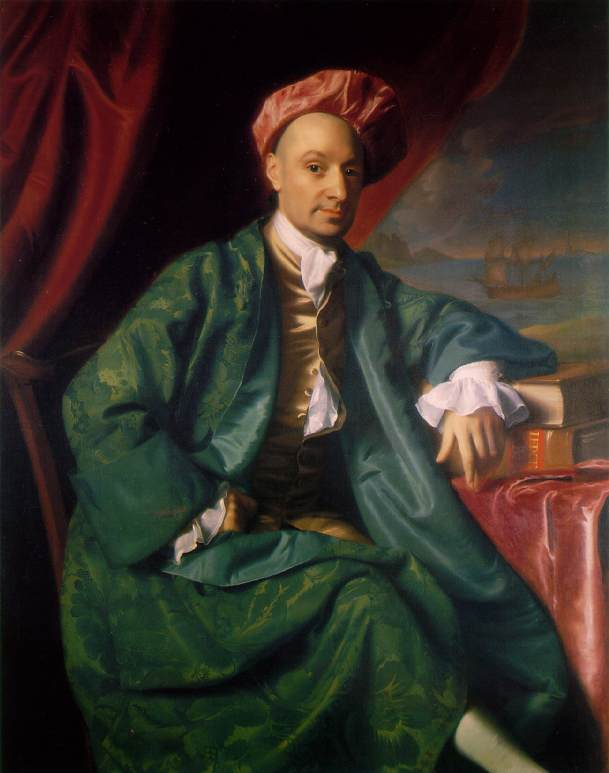
Ward Nicholas Boylston dans un banyan vert brillant et un bonnet, peint par John Singleton Copley, 1767.

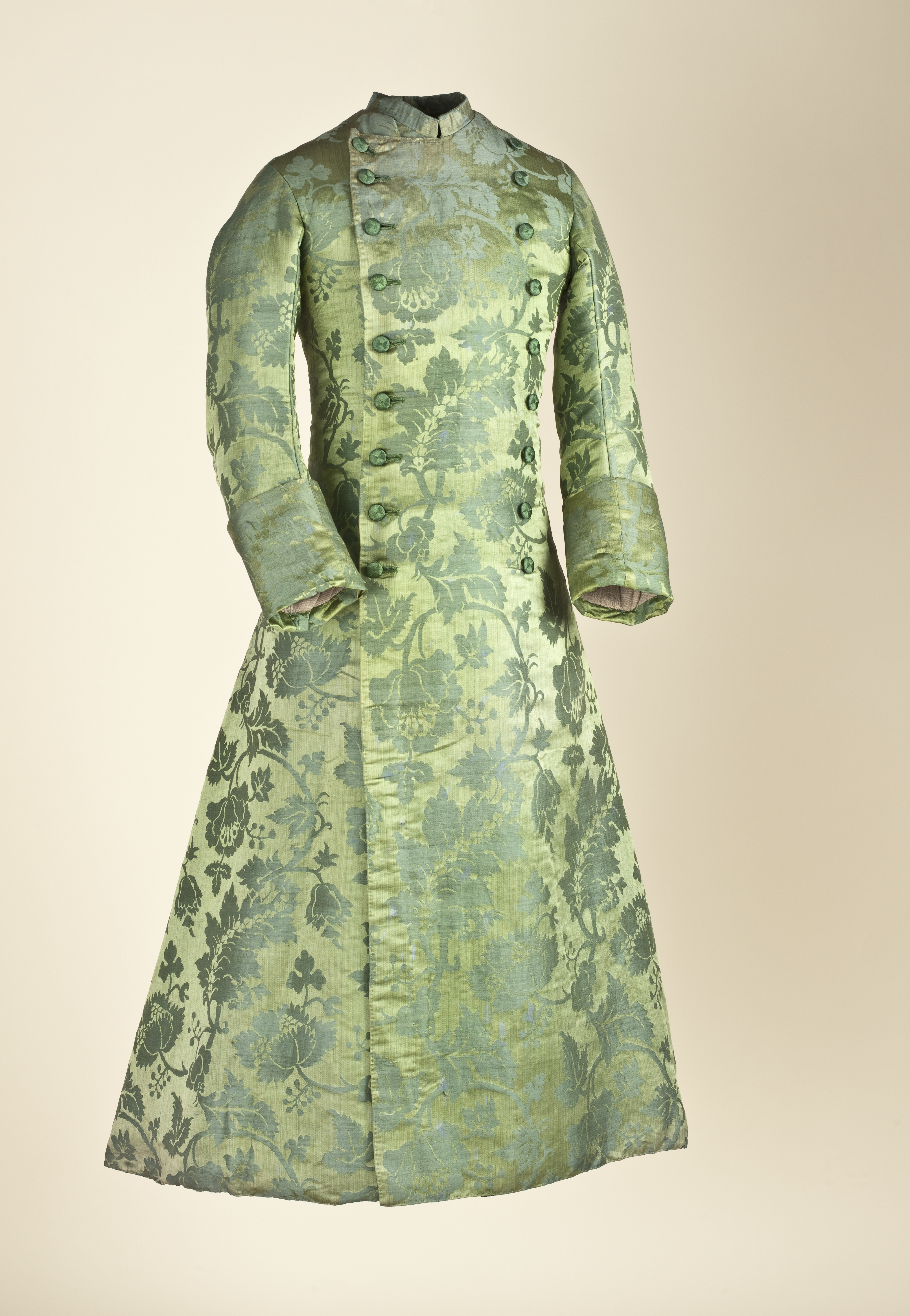
Banyan ajusté, 1750-1760

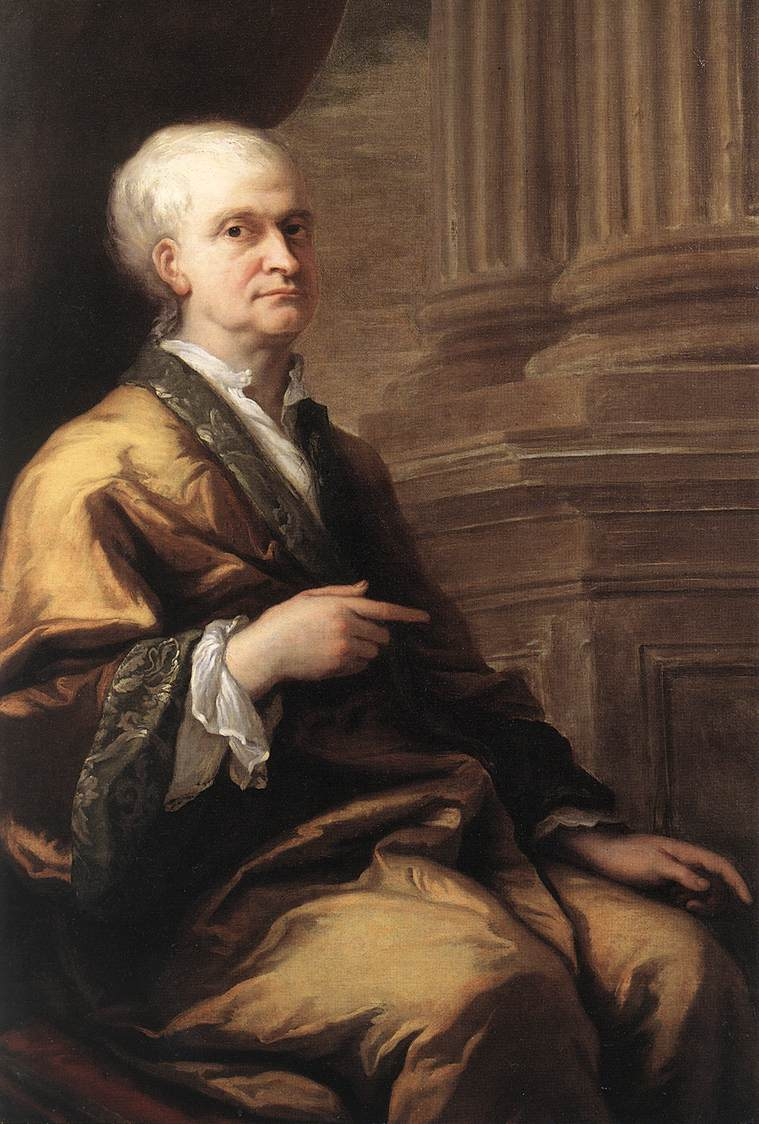
Sir Isaac Newton peint par James Thornhill, 1709-1715. Notez la coupe en T sans couture d'épaule.

Un banyan (du portugais banian et de l'arabe بنيان , banyān, issu du gujarati વાણિયો , vāṇiyo, signifiant « marchand », lui-même du sanskrit वाणिज, vāṇijá, de même sens) est un vêtement porté par les hommes et les femmes européens à la fin du XVIIe et XVIIIe siècles, influencé par le kimono japonais apporté en Europe par la Compagnie néerlandaise des Indes orientales au milieu du XVIIe siècle. « Banyan » est le terme également couramment utilisé en anglais indien actuel et dans d'autres pays du sous-continent indien pour signifier « gilet » ou « maillot de corps ».
Également appelée robe de chambre indienne, le banyan est une robe ample en forme de T ou un vêtement semblable à un kimono, en coton, en lin ou en soie et porté à la maison comme une sorte de robe de chambre ou de manteau informel par-dessus la chemise et la culotte. Le banyan typique est coupé en chemise, les manches et le corps étant coupés en une seule pièce. Il est généralement associé à un bonnet en forme de turban porté à la place de la perruque formelle. Un style alternatif de banyan est de le couper comme un manteau, ajusté, avec des manches montées et fermé avec des boutons et des boutonnières.

## Histoire
Les femmes européennes portent des banyans au XVIIIe siècle comme robes de chambre le matin, avant de se vêtir pour la journée ou le soir avant de se coucher par-dessus des sous-vêtements, comme décrit par le Victoria and Albert Museum de Londres, en Angleterre.
Dans le climat humide de la Virginie coloniale, les messieurs portent des banyans légers comme vêtements de rue informels en été.[réf. nécessaire]

Il a été à la mode pour les hommes d'un penchant intellectuel ou philosophique de faire peindre leurs portraits en portant des banyans. Benjamin Rush écrit :
Les robes amples contribuent à l'exercice facile et vigoureux des facultés de l'esprit. Cette remarque est si évidente et si généralement connue, que l'on trouve que les hommes studieux sont toujours peints en robes, lorsqu'ils sont assis dans leurs bibliothèques.
Malgré le nom de « robe de chambre », le banyan n'était pas porté pour dormir.

## Voir également
- Caftan
- Peignoir